# Hexatoma (Eriocera) vamana
Hexatoma (Eriocera) vamana is een tweevleugelige uit de familie steltmuggen (Limoniidae). De soort komt voor in het Oriëntaals gebied.